# Comuna 9 (Ciudad de Buenos Aires)
La Comuna 9  es una de las
unidades administrativas en las que está dividida la Ciudad Autónoma de Buenos Aires (capital de la Argentina), con el fin de facilitar una gestión política y administrativa descentralizada. Está integrada por 3 barrios: Parque Avellaneda, Liniers y Mataderos. Está ubicada en el sudoeste de la ciudad. La sede comunal se encuentra en la calle Timoteo Gordillo N.º 2212. Posee una subsede en la avenida Directorio N.º 4344.
Su superficie es de 16,8 km²; su población en el año 2010 era de 161 797 habitantes.
Los ciudadanos domiciliados en la comuna votan a los 7 miembros de la Junta Comunal, los cuales integran un Órgano Colegiado que ejerce funciones durante 4 años, luego de los cuales deberán abstenerse de presentarse nuevamente por un ciclo de 4 años, renovándose así cada dicho periodo la totalidad de sus miembros.

## Creación de esta comuna
Esta comuna fue establecida en el año 1996, al sancionarse la constitución de la ciudad de Buenos Aires. Jurídicamente fue reglamentada mediante la ley N° 1777, denominada “Ley Orgánica de Comunas”, sancionada por la Legislatura de la Ciudad de Buenos Aires el 1 de septiembre de 2005, promulgada por el decreto N° 1518 del 4 de octubre del mismo año y publicada 3 días después en el Boletín Oficial de la Ciudad Autónoma de Buenos Aires N° 2292. Sus límites fueron fijados en el año 2008 por medio de la ley N° 2650.

## Nombre (consulta popular)
El 5 de julio de 2015, de forma voluntaria, los vecinos de la comuna 9 votaron (Si o NO) para ponerle el nombre "Lisandro de la Torre" en honor al frigorífico que fue tomado por sus trabajadores en 1959, marcando un hito en la lucha del movimiento obrero. 
La Consulta Popular provocó una gran discusión entre barrios y vecinos, por cómo se realizó, ya que en la misma no se consultó a los vecinos en la elección de otros nombres, como consta en las actas de la Junta Comunal.
Esta impuso el nombre del ex Frigorífico Lisandro de la Torre, cuando vecinos de Parque Avellaneda y Liniers denunciaron que no estaban de acuerdo porque privilegiaban la historia de Mataderos sobre dichos barrios  y  que  no dejaron elegir otros nombres.
Denunciaron que el ex Frigorífico no los representaba y que no tenía identidad comunal, ya que es parte de la historia de Mataderos.
Vecinos y organizaciones vecinales, siguen denunciado que fue mal hecha, ya que Ley 1777, dice que el Consejo Consultivo Comunal debe proponer o formular la consulta.
Y este nunca fue consultado al respecto, también denunciaron publicidad engañosa en la propaganda porque el vecino pensaba que era por el exsenador y no por el ex frigorífico.
La Ley 1777 establece: 
Artículo 26.- Atribuciones y obligaciones. Son atribuciones y obligaciones de la Junta Comunal:
- j. Convocar a audiencias públicas y consulta popular en el ámbito de la Comuna...

Artículo 35.- Funciones. Son funciones del Consejo Consultivo Comunal:
- a.     Formular solicitudes de convocatoria a audiencia pública y a consulta popular.

Tuvo solo la aprobación del 44% de los vecinos como consta en las actas del Tribunal Superior de Justicia.
El total de vecinos que pueden votar en la Comuna 9 son 147.251, y no era vinculante, no se estaba obligado a votar.
El 54,89% del padrón de la Comuna 9, no voto a favor a favor del Nombre.
- Votaron positivo 66082 esto significa  44% del padrón.
- Negativo 16562. 11.24%
- No participaron de la Consulta Popular: 64287 vecinos el  43.65%.

## Demografía
| Población Histórica de la COMUNA 9 de la Ciudad Autónoma de Buenos Aires | Población Histórica de la COMUNA 9 de la Ciudad Autónoma de Buenos Aires | Población Histórica de la COMUNA 9 de la Ciudad Autónoma de Buenos Aires | Población Histórica de la COMUNA 9 de la Ciudad Autónoma de Buenos Aires |
| Año                                                                      | Habitantes                                                               | Censo de Población                                                       | Refer.                                                                   |
| ------------------------------------------------------------------------ | ------------------------------------------------------------------------ | ------------------------------------------------------------------------ | ------------------------------------------------------------------------ |
| 1991                                                                     | 161 518                                                                  | Censo argentino de 1991                                                  | [ 11 ]                                                                   |
| 2001                                                                     | 155 967                                                                  | Censo argentino de 2001                                                  | [ 11 ]                                                                   |
| 2010                                                                     | 161 797                                                                  | Censo argentino de 2010                                                  | [ 11 ]                                                                   |
| 2022                                                                     | 169 538                                                                  | Censo argentino de 2022                                                  | [ 2 ]                                                                    |

| Población Histórica de los BARRIOS de la COMUNA 9 de la Ciudad Autónoma de Buenos Aires (CABA) | Población Histórica de los BARRIOS de la COMUNA 9 de la Ciudad Autónoma de Buenos Aires (CABA) | Población Histórica de los BARRIOS de la COMUNA 9 de la Ciudad Autónoma de Buenos Aires (CABA) | Población Histórica de los BARRIOS de la COMUNA 9 de la Ciudad Autónoma de Buenos Aires (CABA) | Población Histórica de los BARRIOS de la COMUNA 9 de la Ciudad Autónoma de Buenos Aires (CABA) | Población Histórica de los BARRIOS de la COMUNA 9 de la Ciudad Autónoma de Buenos Aires (CABA) |
| Puesto                                                                                         | Barrio                                                                                         | Censo 1991                                                                                     | Censo 2001                                                                                     | Censo 2010                                                                                     | Censo 2022                                                                                     |
| ---------------------------------------------------------------------------------------------- | ---------------------------------------------------------------------------------------------- | ---------------------------------------------------------------------------------------------- | ---------------------------------------------------------------------------------------------- | ---------------------------------------------------------------------------------------------- | ---------------------------------------------------------------------------------------------- |
| 1°                                                                                             | Mataderos                                                                                      | 64 697                                                                                         | 62 206                                                                                         | 64 436                                                                                         | Sin cambios                                                                                    |
| 2°                                                                                             | Parque Avellaneda                                                                              | 51 912                                                                                         | 51 678                                                                                         | 53 229                                                                                         | Sin cambios                                                                                    |
| 3°                                                                                             | Liniers                                                                                        | 44 909                                                                                         | 42 083                                                                                         | 44 132                                                                                         | Sin cambios                                                                                    |
| TOTAL                                                                                          | COMUNA 9                                                                                       | 161 518                                                                                        | 155 967                                                                                        | 161 797                                                                                        | 169 538                                                                                        |

## Límites
La comuna 9 limita por el oeste y el sudoeste con la provincia de Buenos Aires, por el sur con la comuna 8, por el este con la comuna 7 y por el norte con la comuna 10.
Los límites de esta comuna son: 
- Carril noroeste de Castañares,
- carril suroeste de Asturias,

La comuna 9 (en verde medio) en el mapa de las comunas de la ciudad de Buenos Aires.

- carril sureste de Santiago de Compostela,
- Mozart,
- línea media de la autopista Tte. Gral. Luis Dellepiane,
- Av. Escalada,
- Av. Eva Perón,
- Av. Gral. Paz (deslinde capital-provincia),
- Av. Juan B. Justo,
- empalme sureste de Av. Álvarez Jonte con Av. Juan B. Justo,
- Av. Álvarez Jonte,
- Manuel Porcel de Peralta,
- Av. Juan B. Justo,
- Bacacay,
- Irigoyen,
- prolongación sobre las vías del ex FF.CC. Gral. Sarmiento,
- Anselmo Sáenz Valiente,
- Albariño,
- Emilio Castro,
- Av. Escalada,
- Av. Juan B. Alberdi,
- Mariano Acosta,
- Av. Directorio,
- Portela,
- línea media de la autopista Tte. Gral. Luis Dellepiane,
- Lacarra.

## Junta comunal

### Composición 2023-2027
| Comuneros | Comuneros | Comuneros                            | Alianza | Alianza              |
| --------- | --------- | ------------------------------------ | ------- | -------------------- |
|           | PRO       | Maximiliano Rodrigo Mosquera Fantoni |         | Juntos por el Cambio |
|           | CC-ARI    | Gisela Soledad Aulitia               |         | Juntos por el Cambio |
|           | 100       | Alexis Quimey Miranda                |         | Juntos por el Cambio |
|           | PJ        | Juan José Chaves                     |         | Unión por la Patria  |
|           | PJ        | Lorena Analía Crespo                 |         | Unión por la Patria  |
|           | PJ        | Alberto Rodolfo Espiño               |         | Unión por la Patria  |
|           | LLA       | Luis Yari Meozzi Díaz                |         | La Libertad Avanza   |

### Presidentes de la Junta Comunal
| N.º | Presidente              | Partido | Partido               | Alianza               | Período                                           |
| --- | ----------------------- | ------- | --------------------- | --------------------- | ------------------------------------------------- |
| 1   | Néstor Omar Dinatale    |         | Propuesta Republicana | Propuesta Republicana | 10 de diciembre de 2011 - 10 de diciembre de 2015 |
| 2   | Analia Beatriz Palacios |         | Propuesta Republicana | Unión PRO             | 10 de diciembre de 2015 - 10 de diciembre de 2019 |
| 3   | Maximiliano Mosquera    |         | Propuesta Republicana | Juntos por el Cambio  | 10 de diciembre de 2019 - 10 de diciembre de 2023 |
| 4   | Maximiliano Mosquera    |         | Propuesta Republicana | Juntos por el Cambio  | 10 de diciembre de 2023 - En el Cargo             |